# تری بیکر (بازیکن فوتبال)
تری بیکر (انگلیسی: Terry Baker؛ زادهٔ ۱۳ نوامبر ۱۹۶۵) بازیکن فوتبال اهل بریتانیا است.
از باشگاه‌هایی که در آن بازی کرده‌است می‌توان به باشگاه فوتبال وستهام یونایتد، باشگاه فوتبال بیلریکای، و باشگاه فوتبال کولچستر یونایتد اشاره کرد.